# Людмила Андровска
Людмила Андровска е български сценарист, писател и издател.

## Биография
Людмила Иванова Андровска  e родена в София на 8 декември 1953 г. Тя е най-голямата от трите дъщери в семейството на писателката Весела Люцканова и изобретателя на първия български робот инж. Иван Димитров. Завършва Полиграфическия техникум „Юлиус Фучик“ в София през 1972 г. Магистър от Великотърновския университет „Св. св. Кирил и Методий“, специалност „Български език и литература“ от 1977 г.
Започва кариерата си като журналист, пише изследователски статии за изкуство и медиите. Работила е като журналист, редактор, асистент-режисьор и директор и собственик на издателство „Делакорт“.

## Литературно творчество
Първият роман на Людмила Андровска „Хаос“ е публикуван през 2001 г., а през 2015 г. е преведен на немски и излиза в Германия – Chaos. През 2016 г. е второто му издание в България. По-късно е преведен и публикуван на сръбски и английски.
През 2008 г. излиза следващата ѝ книга, която е литературен сценарий със заглавие „Данте“ – за живота и творчеството на Данте Алигиери. Сборникът разкази „Което си отива“ излиза през 2015 г. Премиерата е направена по време на 43-тия Софийски международен панаир на книгата в Национален дворец на културата. През 2016 г. излиза второто издание на „Хаос“, а 2020 год. – историческият роман „Мария Тертер – Царицата“. През 2023 г. „Мария Тертер – Царицата“ има второ допълнено издание, последвано от сборника разкази „Катерина Медичи от Горно Усойно“ през 2024 г. и английското издание на CHAOS.

## Сценарии
Творческата биография на Людмила Андровска включва и няколко сценария. Единият е „Риск“ (1985) – филм за личните предпочитания и рисковете при избора на близък човек. Най-големият ѝ успех е филмът Вечери в Антимовския хан (1988) – тричасова продукция, разделена на две серии, с участието на най-големите български актьори – Невена Коканова, Георги Георгиев – Гец, Наум Шопов, Васил Димитров, Васил Банов, Васил Бинев, Мария Каварджикова, Антония Малинова, Иван Несторов, Вихрeн Алексиев и др. Сценарият е базиран на творбите на Йордан Йовков, майстор на българския къс разказ от началото на XX век.

## Филмография
- „Риск“, България, 1986, режисьор Николай Георгиев
- „Вечери в Антимовския хан“, България, 1988, режисьор Павел Павлов